# Tumbas de Oberkassel
Las Tumbas de Oberkassel son un yacimiento arqueológico que contiene un doble enterramiento, descubierto en una cantera cercana a la ciudad de Bonn-Oberkassel, en Alemania.

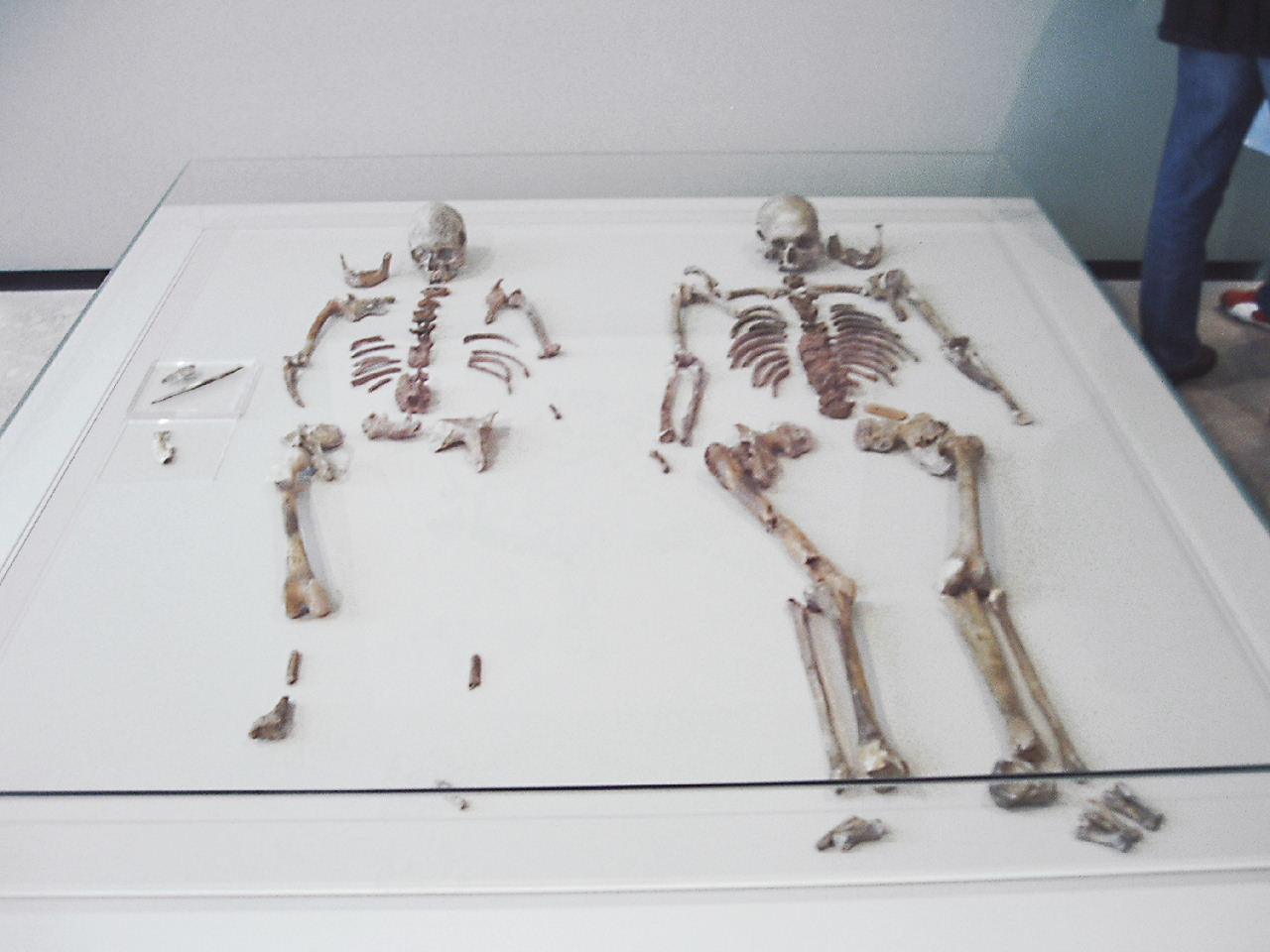
Enterramiento de Oberkassel: los esqueletos, a la izquierda el de la mujer, a la derecha el del varón. En el margen izdo. dos objetos y a los pies, una parte de la mandíbula del perro.

## Historia
En febrero de 1914 dos trabajadores de una cantera descubrieron el sepulcro. Bajo varios bloques planos de basalto y envueltos en una capa fina de arcilla rojiza, se encontraron los esqueletos de un varón de cerca de 50 años y una mujer de 20 a 25 años de edad, restos de un perro y de otros animales y objetos artísticos labrados con huesos de animales. Los esqueletos, bien conservados, son los únicos exponentes del Homo sapiens pertenecientes al Mesolítico localizados en Renania. Según la datación que se puede realizar con los conocimientos actuales, su edad se estima entre 12 000 y 14 000 años. Los esqueletos, los objetos encontrados en el sepulcro y una parte de la mandíbula del perro se encuentran expuestos en el Rheinisches Landesmuseum Bonn (Museo de Renania en Bonn), Alemania.

## Descubrimiento

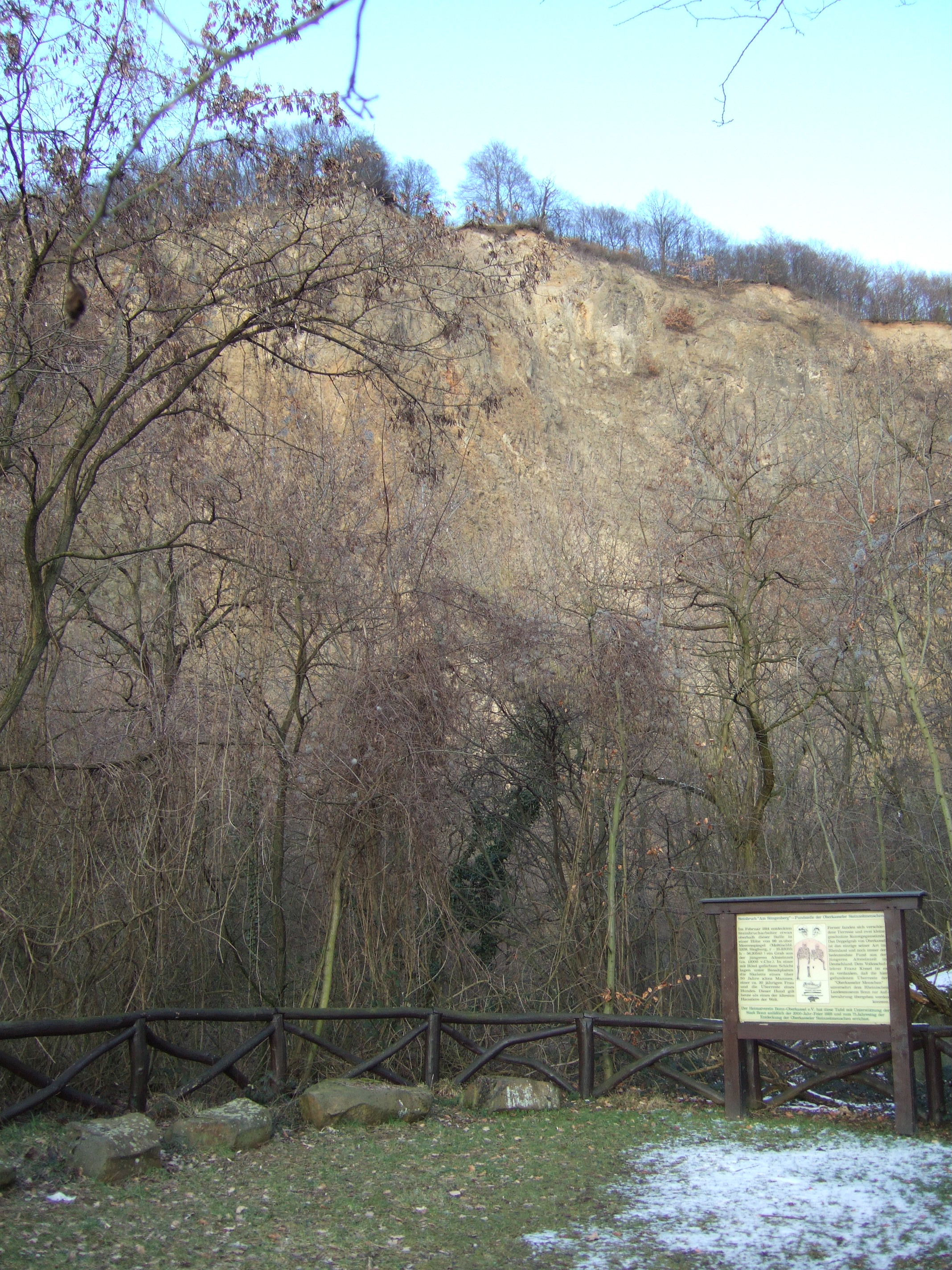
Yacimiento en Stingenberg, al pie del Rabenlay.

El 12 de febrero de 1914, dos trabajadores de la cantera Am Stingenberg descubrieron, entre los escombros que sacaban de la cantera, unos huesos que les parecieron extraños. Los huesos y el suelo circundante mostraban una coloración rojiza. Los huesos estaban casi intactos y en condiciones tan buenas que los trabajadores pudieron reconocer partes de dos cráneos como restos humanos. El trabajo fue interrumpido y el joven profesor local Franz Kissel se encargó de que se asegurase el yacimiento. Se vio reforzado en este propósito cuando apareció bajo uno de los cráneos un objeto estrecho de unos 20 centímetros, que exhibía un ornamento tallado en su extremo y parecía trabajado a partir de un hueso. Los restos se depositaron primeramente en un viejo cajón de munición, que había contenido anteriormente el explosivo para la voladura de rocas.
El dueño de la cantera, Peter Uhrmacher, anunció el hallazgo a la Universidad de Bonn e indagó si existía algún interés en el hallazgo. El 21 de febrero, el fisiólogo Max Verworn, el geógrafo Franz Heiderich y el anatomista Robert Bonnet aparecieron en Oberkassel. Puesto que en la notificación se hablaba de un «adorno para cabellos femeninos», los científicos creían encontrarse ante un hallazgo de la época romana o franca. Eso cambió al mostrárseles el ornamento de hueso. Reconocieron la típica «herramienta de hueso», utilizada por seres humanos hacia el final de la Edad del Hielo (Diluvium) para el raspado de pieles.

## El lugar

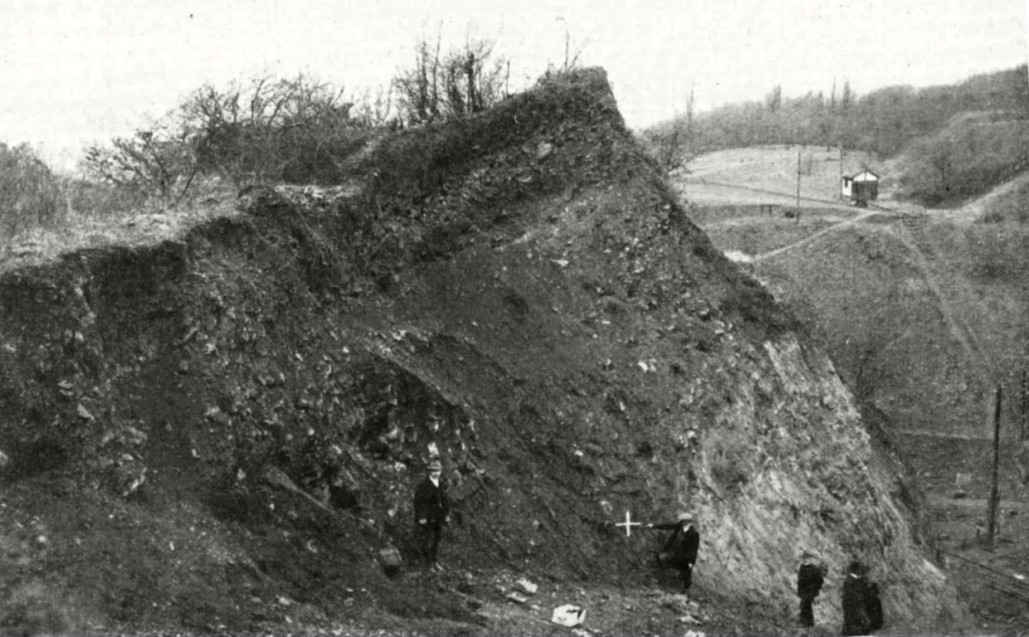
El yacimiento, marcado con una cruz blanca. Fotografía de 1914.

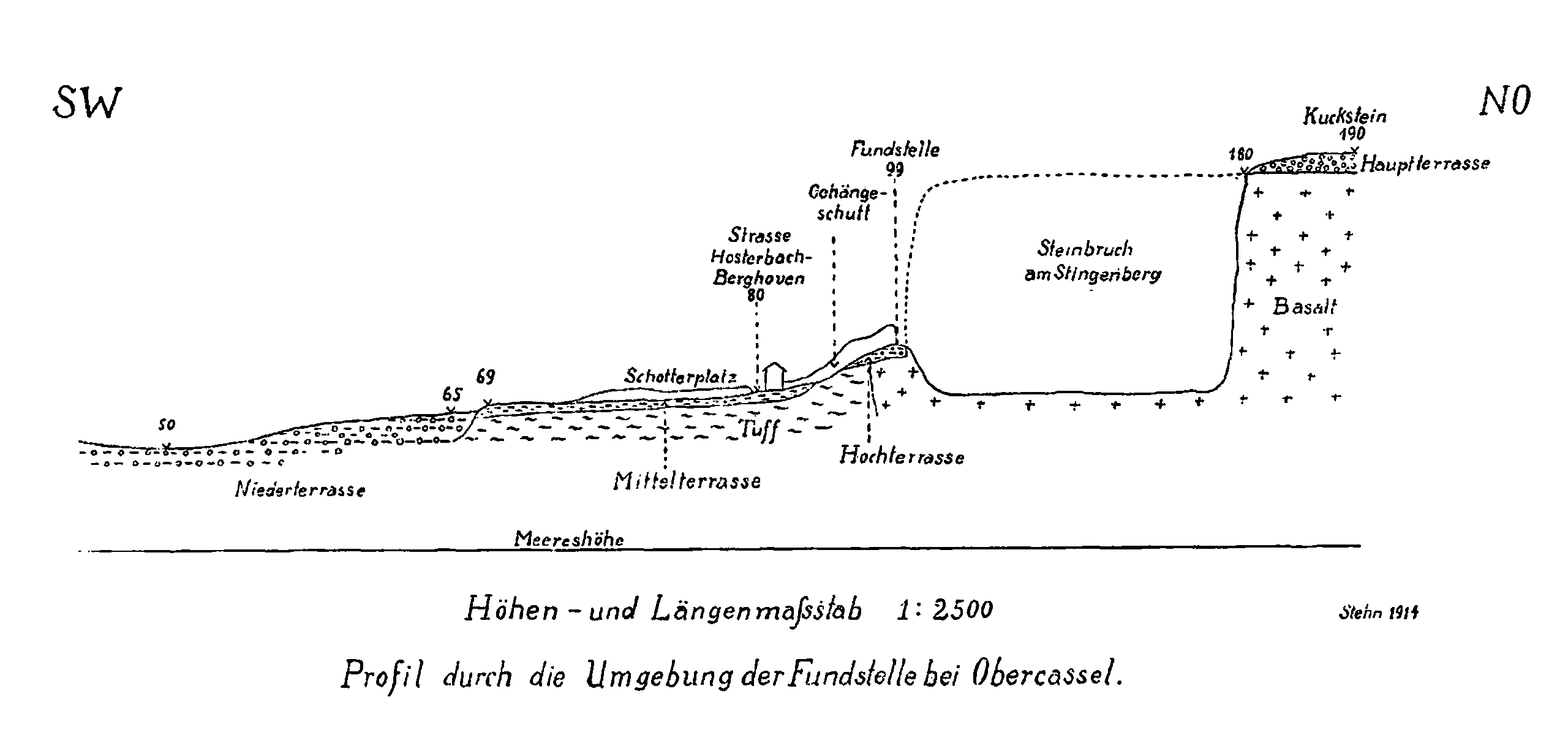
Dibujo de 1914 mostrando un corte en la sección del yacimiento y sus alrededores, con cotas de altura y clasificación mineral del terreno.

El enterramiento estaba situado en "Am Stingenberg", cerca de Oberkassel. Allí existía una cantera de la que se extraía, desde hacía décadas, basalto. El yacimiento, de unos 25 millones de años, se extendía a lo largo de una falla ascendente, paralela al cauce del Rin y perteneciente al vulcanismo terciario de las Siete Montañas (Siebengebirge). Este "túnel" de basalto, el Rabenlay, marca la dirección que sigue el Rin en su curso. En este lugar meridional, el "túnel" lleva el nombre de Kuckstein.
Delante de las instalaciones de la cantera existía un escarpado desplome, creado por las labores de desmonte en la cantera. Al pie del desplome se encontraba el lugar del descubrimiento, a unos 99 metros sobre el nivel del mar. No se efectuó el trazado cartográfico del yacimiento, pero el geólogo bonaerense, Gustav Steinmann, realizó una descripción del lugar. La capa superior, de unos 50 centímetros de grosor, consistía en escombro de la cantera y una cubierta de humus. Debajo, unos 6 metros de materiales del desplome compuesto de bloques de basalto más o menos erosionado, mezclado con arcilla basáltica. No existían capas de material poroso bajo o sobre el yacimiento, pero sí arenisca de cuarzo, que se había ido desprendiendo o había sido arrastrada por las aguas desde la terraza principal, a la altura del Kuckstein.
En la base del desplome formado por escombros, se encontraban los esqueletos y las ofrendas que los acompañaban, así como un colmillo animal, que Steinmann tomó por el de un ungulado, y otro que él denominó  "diente de bóvido". Ambos dientes se hallaban envueltos por una capa enrojecida de arcilla arenosa de unos 10 centímetros de grosor. Bajo ella, cuatro metros de arena del Rin, de tonalidad gris-amarillenta. Esta pertenecía a las terrazas superiores del Rin y estaba en la misma posición geológica en varias zonas de los alrededores. Debajo, se hallaba una capa de un metro de grosor, formada por basalto que se extendía en profundidad y que estaba superficialmente desmenuzado. En la capa de arcilla enrojecida por los cazadores prehistóricos, que se extendía en dirección a la pared basáltica, se encontraron también huesos de animales que Steinmann describió: „[…] una mandíbula inferior derecha de lobo, un diente de oso carvernícola y un hueso de ciervo, así como trozos de madera carbonizada, adherida a algunos huesos.“

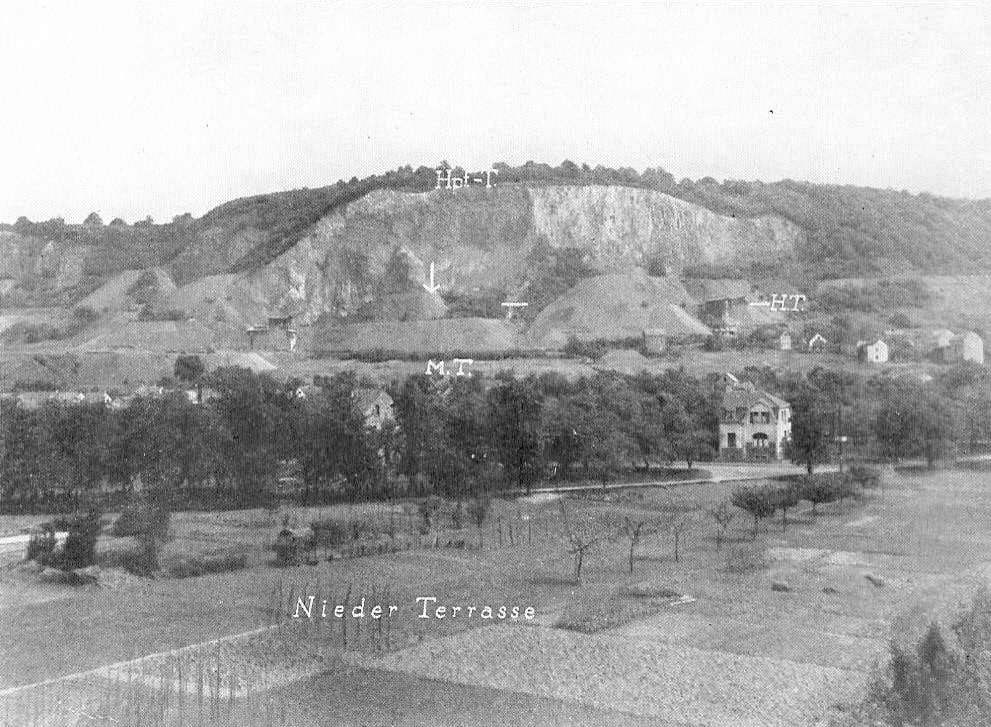
Toma fotográfica histórica del lugar (Rabenlay). El yacimiento aparece marcado con una flecha blanca.

.

## El informe sobre el yacimiento
En 1919, Verworn redactó un exhaustivo informe sobre el hallazgo en Oberkassel, que la Universidad de Bonn publicó con ocasión de su centenario, en edición de lujo. Sobre las circunstancias del hallazgo Verworn escribe: 

"con impaciencia seguimos al Sr. Uhrmacher en dirección a la choza de herramientas que se encontraba en la cantera de basalto, donde nos mostraron los hallazgos metidos en un viejo cajón de explosivos. Vimos inmediatamente dos cráneos, de los cuales solamente uno estaba un poco dañado por el uso de una pala durante la excavación. Lo primero que nos llamó la atención fue el extraordinario desarrollo de las áreas donde se asentaba el músculo [... ] también notamos que no solo los cráneos, sino la mayor parte de los huesos que yacían en desorden dentro del pequeño cajón, aparecían revestidos de una capa algo gruesa de material de color rojo, algo que nos era familiar de otros lugares de descubrimientos paleolíticos, como los del valle del río Vézère, y que este colorante había impregnado también la capa de tierra que rodeaba en parte a los restos, lo que confirmaba que eran de la misma edad que aquella. Apenas nos atrevimos todavía a creer que se trataba de esqueletos paleolíticos hasta que no hubiéramos inspeccionado el lugar del hallazgo. El Sr. Uhrmacher hijo, bajo la incesante lluvia, nos condujo al lugar en donde habían descubierto los esqueletos"

Las excavaciones realizadas en los días siguientes por los científicos de Bonn, pretendían confirmar si el hallazgo todavía se extendía en horizontal o en profundidad, y si en las proximidades era posible localizar otros yacimientos. Rápidamente se comprobó que el lugar del descubrimiento ya había sido abierto en su casi totalidad. El yacimiento se extendía aún medio metro en el interior del derrumbe. Aparecieron además algunos huesos de la planta y de los dedos del pie, pero luego se terminó la capa rojiza de tierra y no se encontraron más restos. Tampoco se encontraron en la proximidad del lugar, donde se realizaron varias catas, salvo fragmentos de hueso que se habían extraviado al extraer los esqueletos.

## ¿Enterramiento o campamento?
El 23 de junio de 1914, Verworn, Bonnet y Steinmann informaron a la Anthropologische Gesellschaft (Sociedad Antropológica) de Bonn de los descubrimientos y expusieron su opinión sobre el tipo de lugar en el que se habían encontrado los esqueletos. En sus conclusiones sustentaron la teoría de que se trataba de un lugar de enterramientos y no de un campamento. Aquellos cazadores del
periodo pleistocénico probablemente habían creado su campamento bajo la protección de la pared basáltica y enterraban a sus muertos en un lugar no demasiado alejado, enterrándoles con la aportación de grandes cantidades de tierra coloreada y cubriéndoles cuidadosamente con grandes piedras, según los ritos acostumbrados.
Lo que no se puede reconstruir, dadas las circunstancias en que se produjo el descubrimiento, es la posición de ambos esqueletos en la tumba. Es cuestionable si se encontraban, como hoy yacen en el museo, en paralelo uno del otro. La falta de información es también la causa de que hasta el día de hoy no hayan podido ser esclarecidas las circunstancias de sus muertes y la razón para el enterramiento común.

### Los cráneos
En la revista "Die Naturwissenschaften" publicaba Robert Bonnet en 1914 una primera descripción de ambos esqueletos, que era precisada cinco años más tarde en una publicación de la universidad de Bonn. Hoy, el análisis de Bonnet de los esqueletos es tenido por arqueólogos y antropólogos por extremadamente preciso y completo, satisfaciendo todos los deseos que pudieran tenerse al respecto.

### La mujer

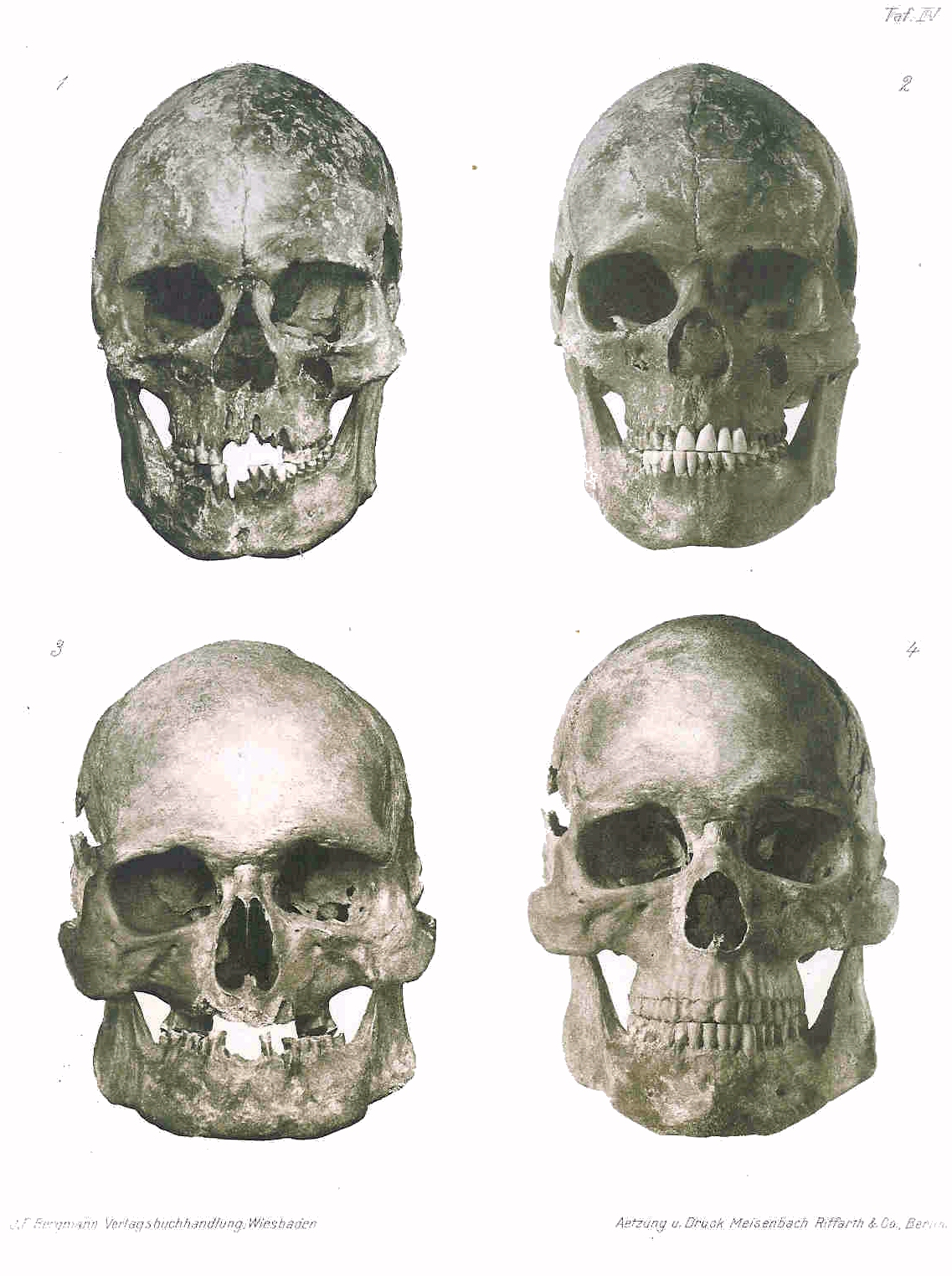
vista frontal del cráneo femenino (arriba) y masculino (abajo) -a la derecha, con mandíbula restaurada.

El cráneo de la mujer estaba desprendido en las suturas simples y descompuesto en sus huesos respectivos, pero podía ser compuesto de nuevo, prescindiendo de algunas de las partes de ambas sienes, del puente de la nariz y algunos defectos en la base de cráneo. El cráneo, de forma oblonga y alargada, tiene su mayor longitud con 184 mm, la medida de mayor ancho es de 129 mm, así como la mayor altura de 135 mm (medida desde el borde delantero del hueco posterior principal al vértice superior). Su extensión horizontal es de 512 mm. En la vista lateral, el contorno del cráneo pasa sobre la bien marcada frente hasta el hueco posterior principal, en redondeado arco. El rostro muestra una mandíbula fuertemente desarrollada en la vista frontal. La frente, moderadamente ancha, está dividida por una sutura central. Las fosas oculares cuadrangulares son relativamente grandes. Las fosas nasales son de tamaño moderado, y el paladar profundamente cóncavo. Un maxilar inferior muy fuerte sobre una barbilla pronunciada completan la acentuada línea de su perfil.
La dentadura estaba completa durante la vida de la mujer, excepto el tercer molar superior derecho. Los tres últimos molares se encuentran menos desgastados que el resto de la dentadura, lo que significa que habían aparecido recientemente.

### El varón

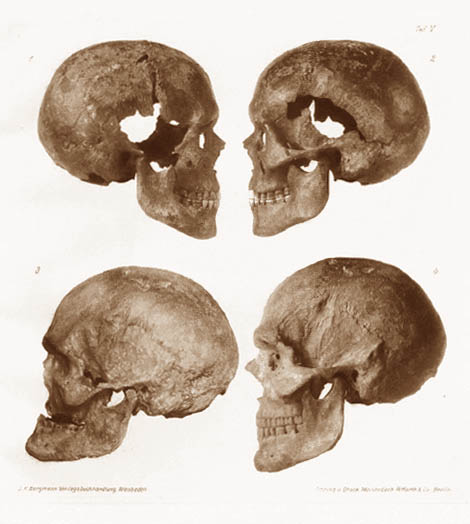
Vistas laterales de los cráneos. 1: (arriba izda.): mujer (mandíbula restaurada) /2 (arriba dcha.): mujer (mandíbula restaurada) /3 (abajo izda.): varón /4: varón(reconstruido).

Al contrario que en el cráneo de la mujer, Bonnet señala una gran desproporción, por su ancho y por su escasa altura respecto a la frente moderadamente amplia y ligeramente inclinada, así como el cráneo bien redondeado. Bonnet estimaba la edad del hombre entre 40 y 50 años.
La mayor longitud del cráneo asciende a 193 milímetros, su mayor ancho a 144, la mayor altura a 138; la circunferencia horizontal a 538. La capacidad craneal se estableció en unos 1500 cm³. Las fosas oculares, bajas y rectangulares, están muy inclinadas hacía fuera y abajo, y sobre ellas sobresale homogéneo un hueso abovedádo de aproximadamente 8 milímetros de grosor. La fosa nasal es estrecha, respecto al correspondiente ancho facial, y el paladar insólitamente pequeño, prescindiendo de la parcial regresión de la plataforma dental, en relación con el resto de la estructura mandibular.
En vida, el varón tenía disponibles en el maxilar superior solamente los dos últimos molares de ambos lados, dirigidos fuertemente hacia fuera, así como el colmillo izquierdo. En el maxilar inferior los incisivos se habían caído durante la vida del individuo, y posteriormente todavía había perdido la mandíbula un incisivo y un colmillo. Todas las coronas de los dientes están desgastadas hasta mostrar solo magros restos del esmalte dental, como se puede observar también en otras dentaduras más jóvenes del periodo cuaternario. La dentina es de color negro.

### Su clasificación entre los demás fósiles paleolíticos en Alemania
Robert Bonnet intentó en su informe una primera clasificación de los hallazgos en cuanto a la pertenencia de los seres de Oberkassel a las poblaciones hasta entonces conocidas. Algunos de los hallazgos constatados, le señalaban un lugar junto al hombre de Neandertal. Otros, como la cara ancha y corta, las fosas oculares rectangulares y bajas, la nariz estrecha y el maxilar inferior en forma de V, con su pronunciado triángulo de barbilla, le hacían pensar en las características de un cromañón, perteneciente ya al Homo sapiens.
Para el científico, ambos cráneos mostraban junto con inequívocas similitudes, algunas diferencias nada insignificantes. „ En ambos cráneos“, sostenía Bonnet, „ se expresan las notables consecuencias de cruces genéticos ocurridos durante el Diluvium “.

## Los elementos culturales en la tumba
Junto a los restos humanos de la tumba en Oberkassel, las piezas trabajadas encontradas en ella son muy valiosas desde un punto de vista arqueológico, porque son una muestra importante del estadio cultural en el cual habían vivido los fallecidos. Fueron, en 1914, el más importante indicio para la asignación del hallazgo de la tumba al Magdaleniense inferior.

### El peinador

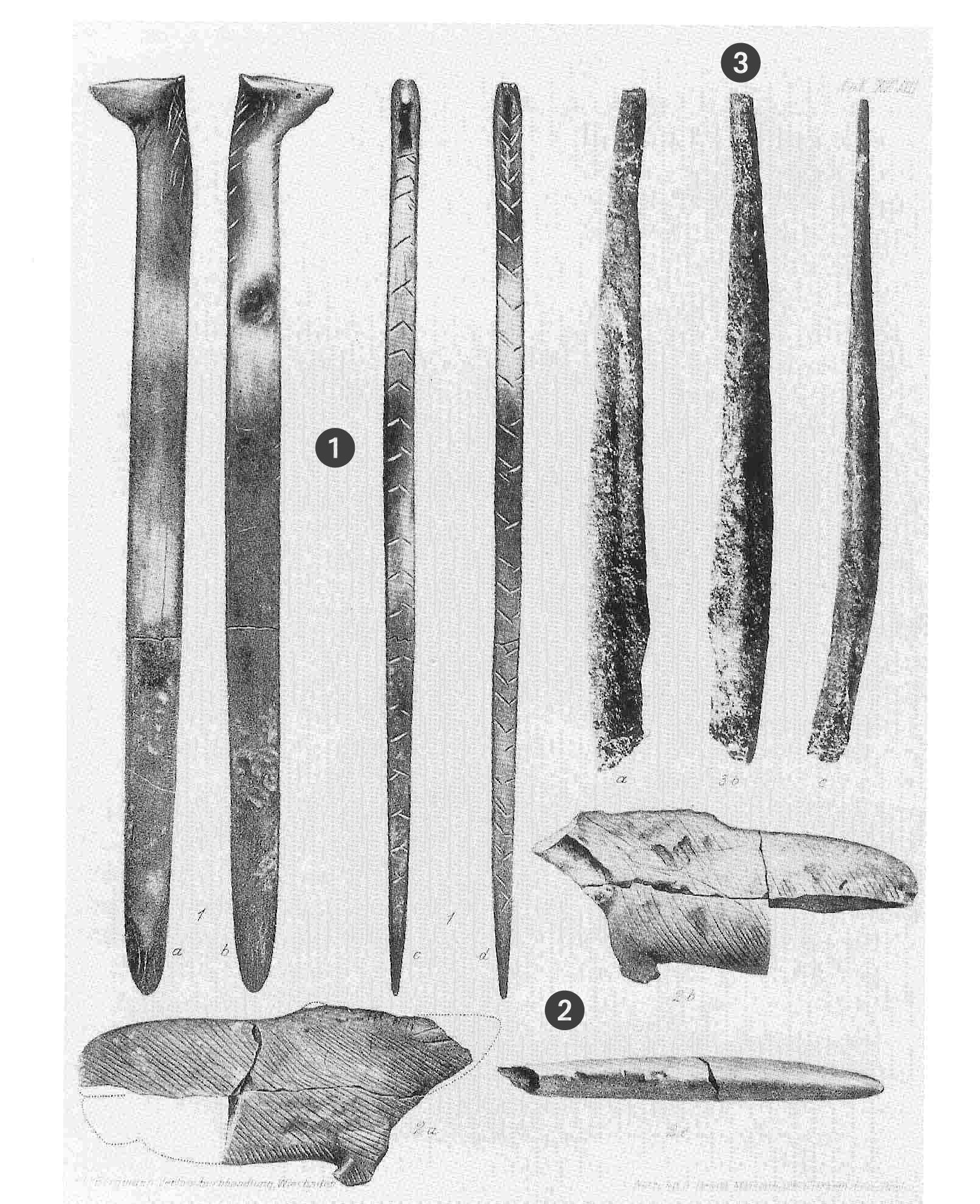
Objetos de la Tumba doble de Oberkassel. Figura 1: cuatro vistas del "peine"; Figura 2: tres vistas de la "cabeza de caballo"; Figura 3: hueso animal sin labrar.

EL "huso o flecha de cabellos" está tallado partiendo de huesos duros, mide aprox. 20 cm de largo, y en su corte transversal el objeto es rectangular, con un bruñido muy fino; Verworn lo llamaba "Glättinstrument" (instrumento pulido). En su empuñadura final está trabajada una pequeña cabeza de animal, que muestra similitud con algún tipo de roedor o con una marta. El otro final está desprovisto de filo. En sus lados más estrechos, el instrumento muestra un corte decorativo muy característico de la también llamada época de los renos.

### La cabeza de caballo

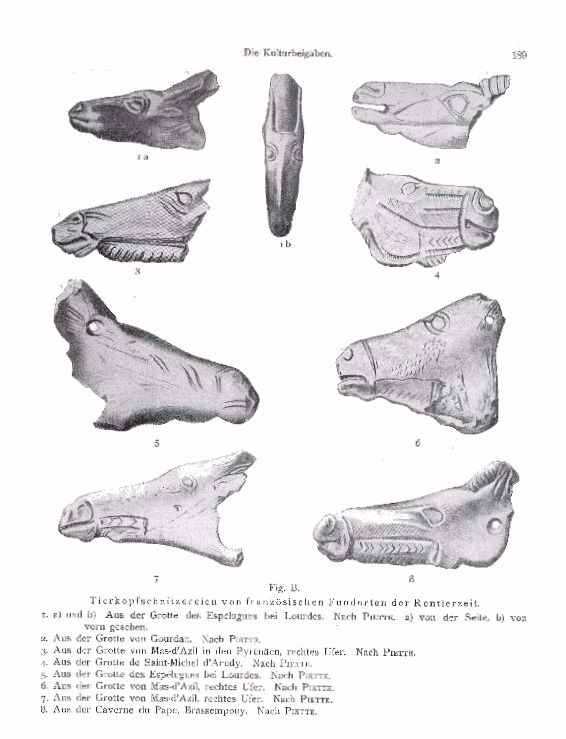
Grabados sobre hueso formando cabezas de caballo, de origen francés, traídas por Max Verworn para compararlas con las en contradas en Oberkassel.

Más importante todavía que el "peinador", de cara a la adscripción espaciotemporal de la tumba a un periodo determinado, resultó ser la segunda ofrenda, con la que ya en 1914 se podían trazar paralelismos con otros hallazgos. "Esta talla en hueso", escribía Verworn, "es una de aquellas pequeñas y estrechas cabezas de caballos de aspecto tabliforme, talladas por ambos lados y parecidas a las encontradas por Girod y Massenad en Laugerie Basse y por Piette en los Pirineos, en número y variedad mucho mayor y que representan el fósil característico del Magdaleniense inferior.". En la pieza, que medía tras su recomposición 8,5 cm de largo, 3,5 de ancho y aproximadamente 1 cm de grosor, veía Max Verworn una de aquellas cabezas provenientes de ese periodo.

### La lezna o huso
Posteriores investigaciones han revelado que Verworn había evaluado correctamente el tercer hallazgo, que el calificó como un "hueso de animal con forma basta de lezna". La pieza es parte del hueso de un pene de oso, probablemente de un oso pardo. Sin embargo, el hueso muestra, y esto se encuentra en contradiccción con el nivel de conocimientos que Verworns tenía de 1919, "una serie de finas huellas de corte superpuestas, posteriormente tratatadas con  hematita". La forma del tallado del hallazgo, como también en el caso del "peinador" y de las otras tallas óseas encontradas, llevaban a Verworn a pensar en una cultura prehistórica temprana.

## La mascota más antigua de la Humanidad
En comparación con los esqueletos y las ofrendas culturales, los científicos que evaluaron el yacimiento de Oberkassel hace más de 90 años dedicaron poca atención a los restos de hueso que procedían de animales. En el primer informe de 1914, solo eran mencionados de paso, aunque Steinmann los describía más detalladamente en 1919, en su texto "Das geologische Alter der Funde (La edad geológica de los hallazgos)".

## Datación por radiocarbono
En los años posteriores a 1914, los científicos desarrollaron nuevos métodos de datación de la edad de un yacimiento, junto con el proporcionado por las características geológicas de los mismos. La posibilidad de comparar esqueletos y aportaciones culturales en las tumbas con los de otros hallazgos, proporcionó la facilidad de realizar ordenamientos cronológicos. Además, desde los años 60 del pasado siglo existe la datación por el isótopo  carbono-14. En 1994, en el marco de un estudio realizado en la Universidad de Oxford, se empleó dicho sistema sobre los huesos de la Tumba de Oberkassel, llegando al resultado de que los hallazgos provenían del año 12000 a. C.
Un estudio realizado en 1994 por el "Rheinisches Amt für Bodendenkmalpflege" (Instituto Renano para la Conservación de Monumentos), en Bonn obtuvo resultados similares. Se tomaron muestras de la tierra enrojecida, a unos 80 metros del hallazgo original.
Street publicó en 1999 el "Beiträge zur Chronologie archäologischer Fundstellen des letzten Glazials im nördlichen Rheinland", en el que agrupaba todos los resultados de las diferentes investigaciones. Según estos, ambos seres humanos vivieron en la fase del Magdaleniense tardío, en la época de transición hacia el Holoceno.

## Las Raíces de la Humanidad

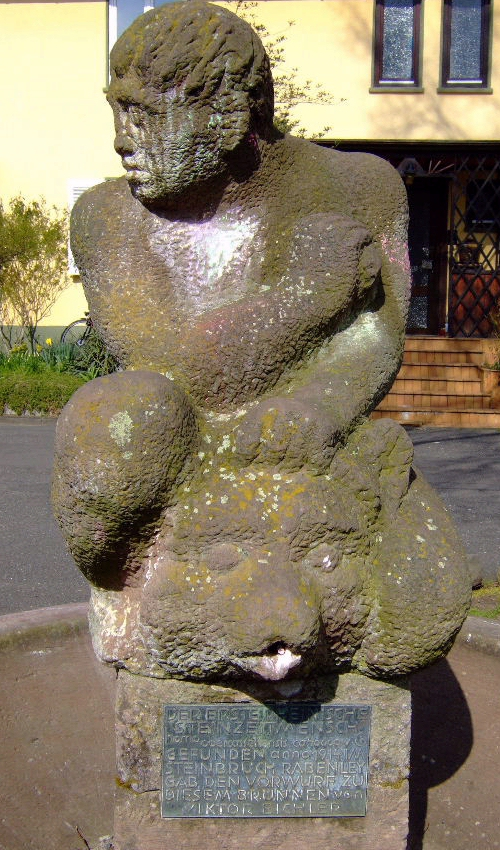
Monumento en recuerdo del "Homo obercasseliensis"

Los restos de los enterrados y otros hallazgos de las tumbas de Oberkassel se encuentran hoy en el museo
Rheinisches Landesmuseum Bonn. Los esqueletos, dos de las ofrendas culturales y la mandíbula inferior del perro, permanecen de esta manera accesibles al gran público.
Desde el 8 de julio hasta el 19 de noviembre de 2006, el Hombre de Oberkassel y su acompañante femenina formaron parte de una exposición, "Roots – Wurzeln der Menschheit" (Las Raíces de la Humanidad). Podían contemplarse junto con los restos del Niño de Engis (Bélgica), los esqueletos del más antiguo hombre moderno en Europa, de los yacimientos  "Oase 1 y 2" en Rumania, y los aún mucho más antiguos restos humanos de Marruecos, Indonesia, Malaui y Tanzania.

## Reconstrucciones
En los últimos años, varios artistas y científicos han realizado reproducciones gráficas o plásticas del Hombre de Oberkassel.
No muy lejos del yacimiento, se encuentra un monumento conmemorativo, diseñado por Viktor Eichler: el primer hombre renano de la Edad de Piedra. La figura, realizada según los estudios elaborados durante los años veinte y treinta del pasado siglo, muestra al llamado "Homo obercasseliensis" en cuclillas junto a un oso cazado. Hoy se encuentra sobre un pedestal, en el centro de una fuente. Una placa aún cita la edad del primer renano con la cifra de 40.000 años.
Como modelo demostrativo de una mujer hacia el final de la última glaciación, la paleoartista parisina Elisabeth Daynès construyó para el Neanderthal Museum una figura femenina que representa el intento de reconstruir la mujer enterrada en las Tumbas de Oberkassel.
En 1964, M. M. Gerassimow publicó un artículo en el que se dotaba a cráneos fosilizados de un rostro. En el trabajo también se reproducían las reconstrucciones de los enterrados en Oberkassel.

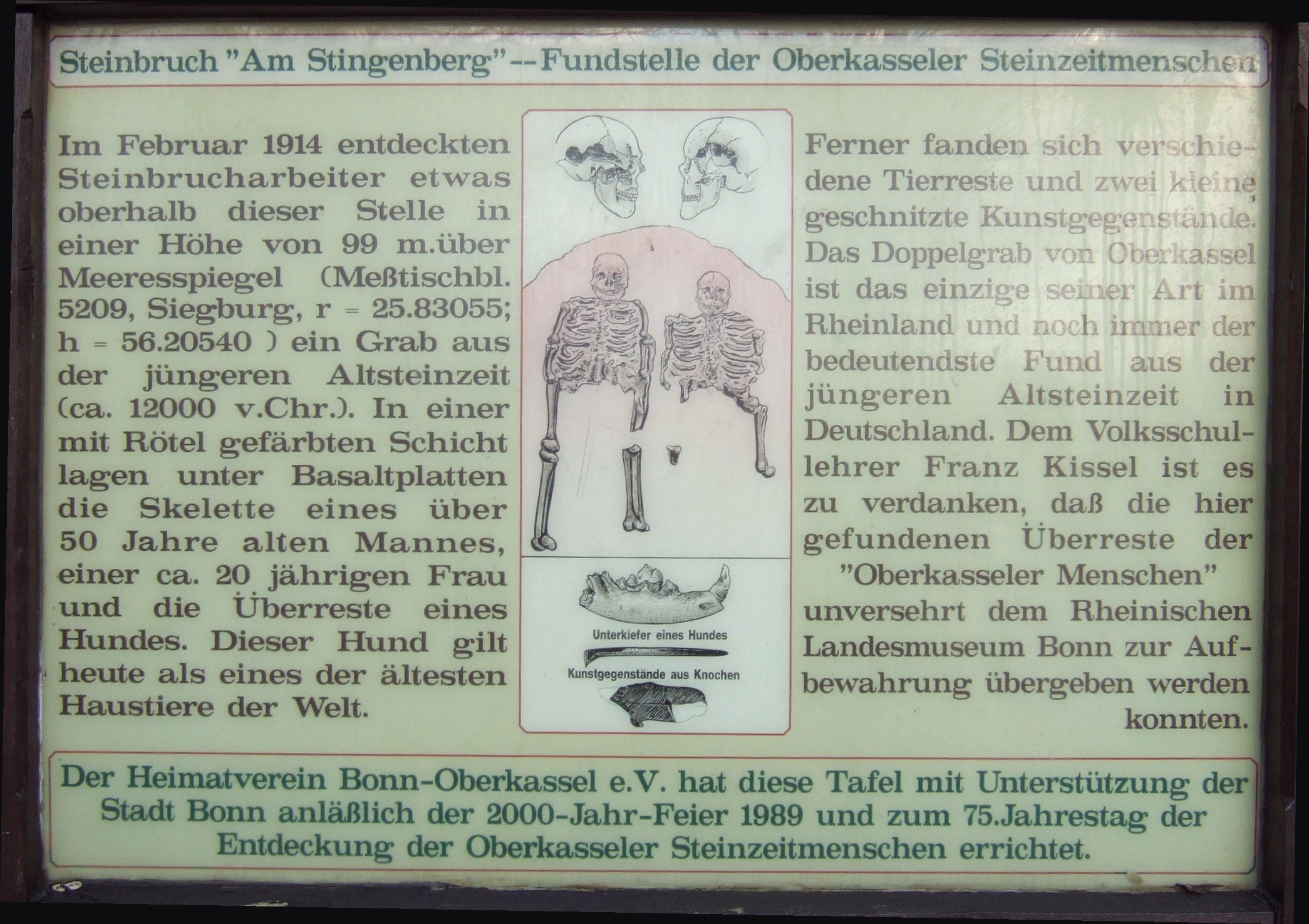
Placa informativa en el yacimiento.

## Actualidad
Desde 1989 existe en Oberkassel, en el Stingenberg, un poco por debajo del lugar real del descubrimiento, un monumento que recuerda el hallazgo de 1914. Una placa, colocada por la asociación cultural local, informa a los visitantes sobre los dos esqueletos y sobre el resto de objetos encontrados. El lugar no tiene pérdida. La ahora cerrada cantera de Rabenlay ofrece la mejor orientación, ya desde lejos. Todo visitante puede sentirse allí trasportado a la vida en ese lugar, tal y como era hace 14.000 años, en las postrimerías de la Edad del Hielo.